# Sociedade Nacional de Eletricidade
Sociedade Nacional de Eletricidade (SNEL; em francês: Société nationale d'électricité) é uma empresa estatal de eletricidade da República Democrática do Congo. Tem a sua sede localizada na capital Quinxassa, no distrito de La Gombe.
É a responsável pela importante infraestrutura de hidroeletricidade localizada nas cataratas de Inga. Em maio de 2013, foi anunciado que levaria a cabo o mega-projeto elétrico "Grande Barragem de Inga".